# 西脇市駅
西脇市駅（にしわきしえき）は、兵庫県西脇市野村町にある、西日本旅客鉄道（JR西日本）加古川線の駅。

## 歴史

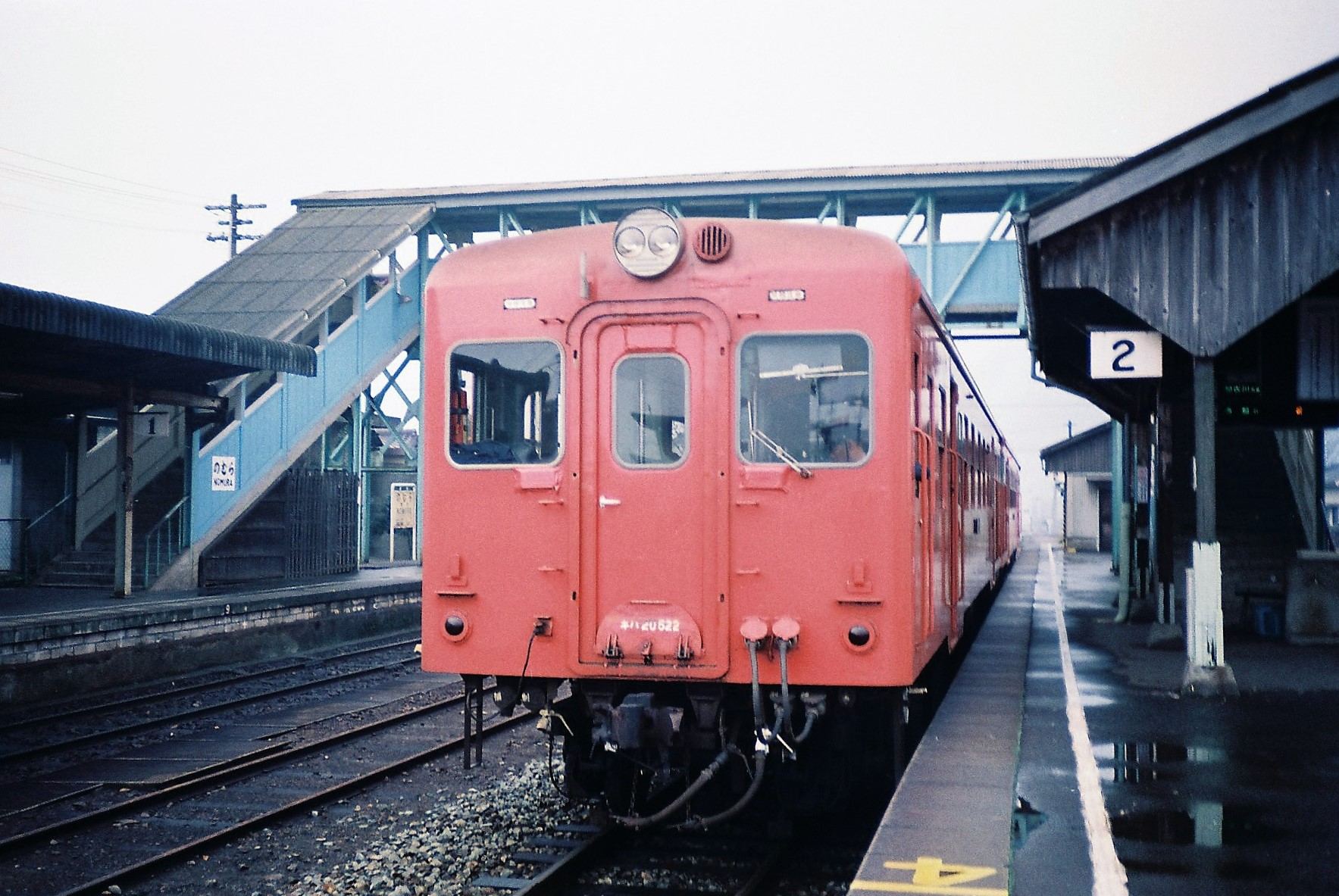
野村駅（当時）2番線に停車中の鍛冶屋線列車（1986年12月）

1990年（平成2年）3月31日までは鍛冶屋線の起点であり、その当時は野村駅（のむらえき）を名乗っていた。西脇市街へは、当駅から鍛冶屋線で一駅進んだ西脇駅の方が近かったが、同路線の廃止に伴い当駅が代わって「西脇」を駅名に冠するようになった。

### 年表
- 1913年（大正2年）10月22日：播州鉄道の滝停留場（現在の滝駅） - 西脇駅間に野村駅（のむらえき）として新設開業[2]。一般駅[4]。
- 1923年（大正12年）12月21日：路線譲渡により播丹鉄道の駅となる[5]。
- 1924年（大正13年）12月27日：当駅から分岐する形で谷川駅まで路線を延長[6]。
- 1943年（昭和18年）6月1日：播丹鉄道の国有化により、鉄道省加古川線・鍛冶屋線の駅となる[7]。
- 1962年（昭和37年）9月1日：貨物の取扱を廃止（旅客駅となる）[2]。
- 1973年（昭和48年）10月1日：荷物の取扱いを廃止[2]。
- 1987年（昭和62年）4月1日：国鉄分割民営化によりJR西日本の駅となる[2]。
- 1990年（平成2年）
  - 4月1日：鍛冶屋線廃止により加古川線単独駅となる[3]。同時に西脇市駅に改称[2]。
  - 6月1日：加古川鉄道部発足により、その管轄となる。
- 2009年（平成21年）7月1日：加古川鉄道部解体[8]に伴う組織変更により、ジェイアール西日本交通サービス（現在のJR西日本交通サービス）による業務委託駅となる。同時に神戸支社直轄へ変更され、加古川駅による被管理駅となる[9]。
- 2013年（平成25年）9月16日：当駅の3番線に夜間停泊していた車両が、駅から南へ1.9キロメートル程無人の状態で逸走した。事故当時は台風18号の影響で強風が発生しており、何らかの理由で手歯止めが外れたのが原因とみられている。
- 2016年（平成28年）3月26日：ICカード「ICOCA」の利用が可能となる[10]。ICカード専用簡易改札機で対応。
- 2022年（令和4年）
  - 3月11日：みどりの窓口営業終了[11]。
  - 3月12日：みどりの券売機稼働開始[11]。
  - 4月1日：駅業務を再直営化[要出典]。

## 駅構造
単式ホーム1面1線と島式ホーム1面2線を持つ地上駅になっている。
加古川駅が管理する直営駅で、みどりの券売機が設置されている。
駅員の勤務は17時までで夜間は無人になる。
多くの駅では駅舎側が1番のりばとなっているが、当駅では逆に駅舎の反対側から番号が振られている。日中は加古川方面の列車が3番のりば、谷川方面の列車が1番のりばに発着しているため、同一平面上での乗り換えは基本的に行わない。
車庫がある厄神駅と同様、列車の夜間滞泊が行われる駅である。
2021年3月現在、ICOCAを含む交通系ICカードは当駅までがエリアとなっており、谷川方面への利用はできない。

### のりば

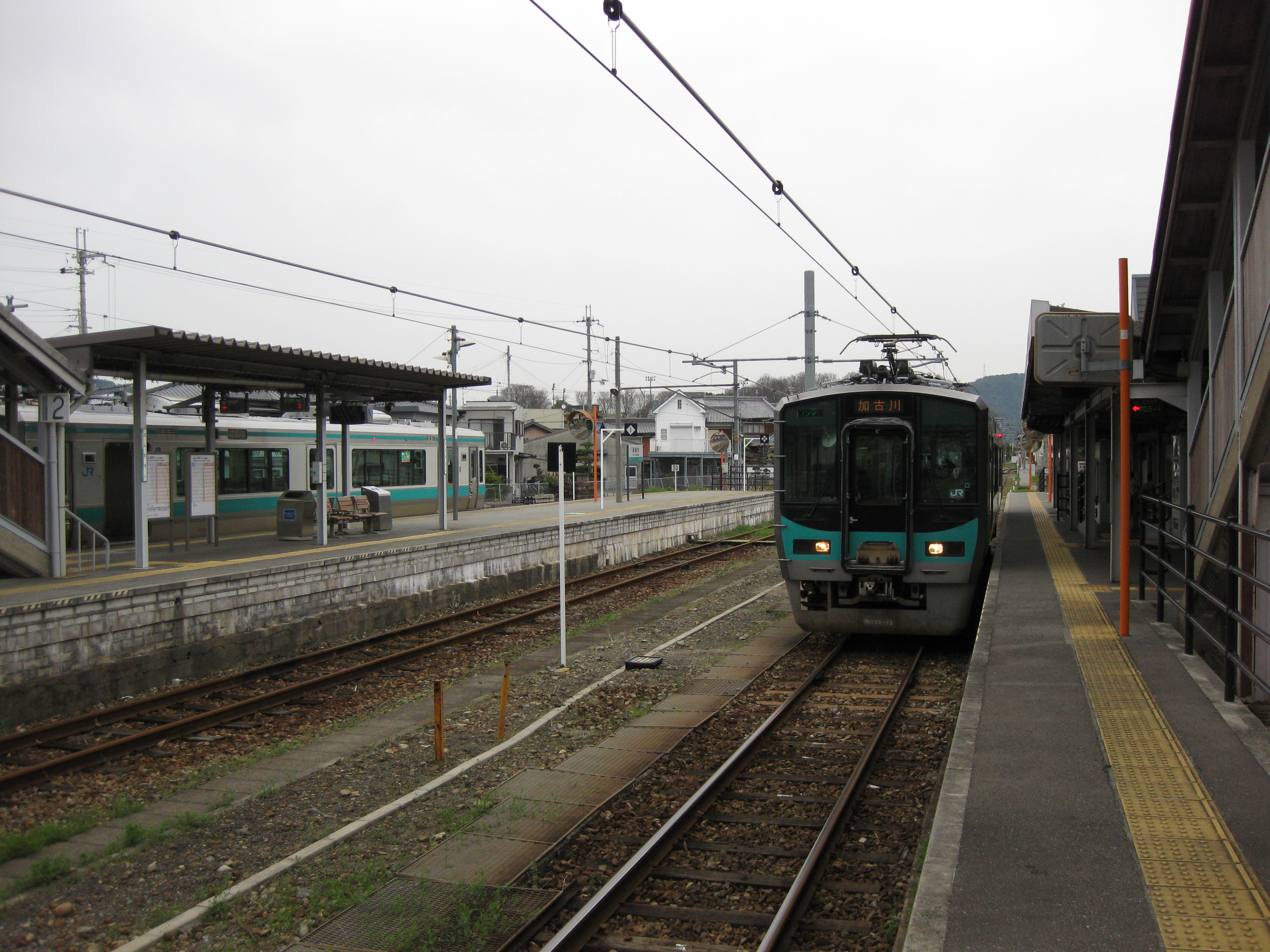
ホーム（2013年3月）

| のりば | 路線     | 方向 | 行先             | 備考         |
| ------ | -------- | ---- | ---------------- | ------------ |
| 1      | 加古川線 | 下り | 谷川方面         |              |
| 2      | 加古川線 | 上り | 粟生・加古川方面 | 一部列車のみ |
| 3      | 加古川線 | 上り | 粟生・加古川方面 |              |

- ホーム（2013年3月）

## 利用状況
「兵庫県統計書」によると、2023年（令和5年）度の1日平均乗車人員は720人である。
近年の1日平均乗車人員は以下の通りである。
| 年度   | 1日平均 乗車人員 |
| ------ | ---------------- |
| 2000年 | 749              |
| 2001年 | 757              |
| 2002年 | 719              |
| 2003年 | 694              |
| 2004年 | 671              |
| 2005年 | 655              |
| 2006年 | 644              |
| 2007年 | 641              |
| 2008年 | 631              |
| 2009年 | 627              |
| 2010年 | 648              |
| 2011年 | 679              |
| 2012年 | 696              |
| 2013年 | 712              |
| 2014年 | 735              |
| 2015年 | 782              |
| 2016年 | 779              |
| 2017年 | 781              |
| 2018年 | 797              |
| 2019年 | 822              |
| 2020年 | 682              |
| 2021年 | 696              |
| 2022年 | 704              |
| 2023年 | 720              |

## 駅周辺
駅前にはやや小さな駅前広場があり、タクシーの待ち合いが設けられている。当駅は市街の南外れに位置する。
- 西脇野村郵便局
- 西脇郵便局
- 野村公園
- 野村町公民館
- 西脇警察署野村交番
- みのり農業協同組合（JAみのり）重春支店
- 八坂神社
- 兵庫県立西脇工業高等学校
- 西脇市立西脇南中学校
- 西脇市立重春小学校
- しばざくら幼稚園
- 国道175号（西脇バイパス）
- 西脇市地方卸売市場

## バス路線
- ウイング神姫（旧神姫グリーンバス）

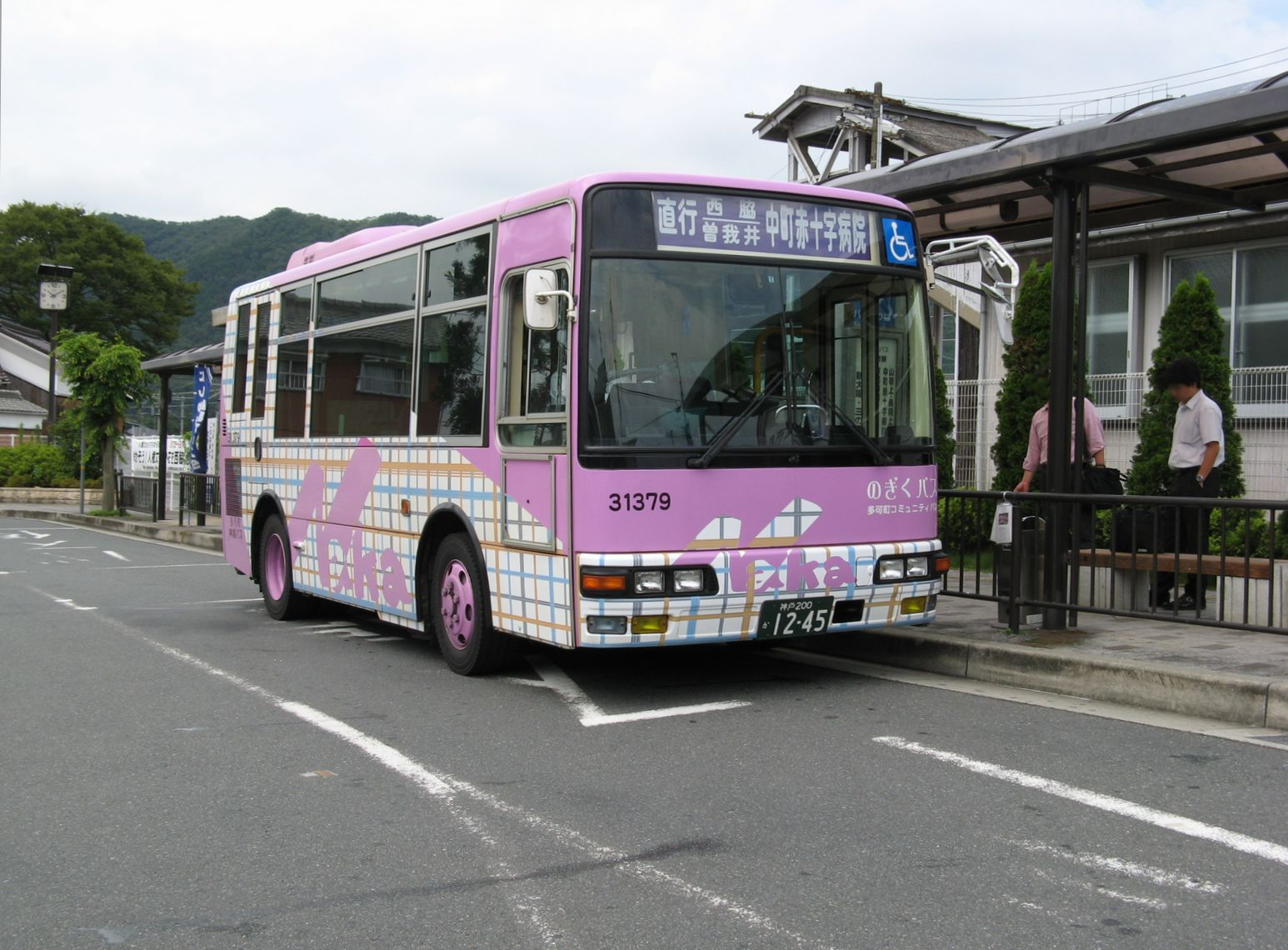
駅前に停車するのぎくバス

- しばざくら号、おりひめバス（西脇市コミュニティバス）
- のぎくバス（多可町コミュニティバス）

※神姫バス、ウイング神姫のいくつかの路線（西脇急行線など）や中国ハイウェイバスは駅には入らず、駅近くの県道上の「野村（西脇市駅前）」停留所に停車する。

## その他
- 1980年代はじめにたのきんトリオ（田原俊彦・野村義男・近藤真彦）がブームになったとき、当時野村駅を名乗っていた当駅と北条線（現在の北条鉄道）田原駅の存在が話題になったことがあった[15]。
- 当駅の駅スタンプの他に、社町駅・滝野駅・滝駅・比延駅・日本へそ公園駅・黒田庄駅・本黒田駅・船町口駅・久下村駅の駅スタンプも当駅で管理されている。ただし、山と渓谷社発行の「スタンプで巡る鉄道の旅 JR西日本約550駅」には収録されていない。

## 隣の駅
西日本旅客鉄道（JR西日本）
 加古川線
滝駅 - 西脇市駅 - 新西脇駅

### かつて存在した路線
西日本旅客鉄道（JR西日本）
鍛冶屋線
野村駅 - 西脇駅